# Њујорк (држава)
Њујорк (енгл. New York) држава је у североисточном делу САД. Држава је подељена на 62 округа, а у њој се налази и Њујорк, највећи град у САД.
Држава Њујорк има обале на два Велика језера, Ири и Онтарио, која су повезана реком Нијагаром. На северу држава граничи с канадским покрајинама Онтарио и Квебек, на истоку са Вермонтом, Масачусетсом и Конектикатом, а на југу с Њу Џерзијем и Пенсилванијом. Уз то, има и водену границу са Роуд Ајландом.

## Град Њујорк
Држава је најпознатија по урбаној атмосфери града Њујорка, нарочито облакодерима на Менхетну, али њени остали делови су сасвим различити и њима доминирају фарме, шуме, реке, планине и језера. У држави Њујорк се налази и национални парк Адирондак, највећи национални парк у САД, а популарна атракција су Нијагарини водопади. У источном делу државе, од севера према југу, тече река Хадсон.
Град Њујорк је подељен на пет општина које су уједно и окрузи. Бронкс је на копну северно од Менхетна (округ Њујорк) на истоименом острву, а река Хадсон чини њихову западну границу. Бруклин (округ Кингс) и Квинс се протеже преко Ист Ривера од Менхетна на западном делу Лонг Ајленда, а Статен Ајланд (округ Ричмонд) налази се јужно од Менхетна. Источни део Лонг Ајленда је приградско подручје које се састоји од округа Насо и Сафок.
"Upstate" ("горња држава") је најчешћи појам којим се описује део државе који се налази северно од града Њујорка, али многи људи ван градског подручја сматрају тај појам понижавајућим јер је типичан за културну и демографску поделу на рурално и конзервативно у односу на урбано и либерално. Северно од Бронкса налазе се окрузи Рокланд, Вестчестер и Патнам. У „горњој држави“ се налазе планински ланци Катскил и Адирондак, гребен Шонгам и бројна језера од којих се на западу налазе два Велика језера (Ири и Онтарио) и група језера Фингер, а на североистоку појединачна језера Шамплејн, Џорџ и Онајда. Кроз државу теку и бројне реке као што су Делавер, Џенеси, Хадсон, Мохок и Саскачеван. Највиши врх државе Њујорк је планина Мерси у склопу планинског ланца Адирондак.
Источно од града Њујорка, почевши од његових делова Бруклина и Квинса, протеже се око 190 km дуго острво одговарајућег назива Лонг Ајленд (енглески: дугачко острво), чији је крајњи источни завршетак рурално подручје.
По броју становника држава Њујорк је трећа најнасељенија америчка држава након Калифорније и Тексаса. Главни град је Олбани, а највећи је град Њујорк. Други већи градови су Бафало, Рочестер и Јонкерс.

## Историја

### Праисторија
Претпоставља се да су први људи на подручје данашње државе Њујорк дошли око десет хиљада година пре нове ере. Ирокези су се отприлике 800. године доселили са Апалачких планина у ову област, док су Алгонкини то учинили неких две стотине година касније.
До почетка 12. века развиле су се културе Ирокеза и Алгонкина, с којима су се Европљани касније срели. Ирокези су били доминантни на подручју данашњег Њујорка а своју премоћ су користили у трговини крзном са Европљанима. Остала индијанска племена била су изложена уништењу од стране белаца или асимилацији унутар Ирокеске конфедерације.
Племена Алгонкина нису била у добрим односима са суседним народима. Они су живели поред река, потока и на атлантској обали.
Без обзира на предрасуде Европљана, Индијанци су били добро организовани и имали су развијену културу, као и сложену и разрађену привреду која је обухватала лов, сакупљање плодова, израду предмета и обраду земље.

### Нова Холандија
Први Европљанин који је дошао на тле данашње државе Њујорк био је Ђовани да Верацано 1524. године. У потрази за Северозападним пролазом Хенри Хадсон је 1609. стигао до данашњег Њујорка. Он је ову област прогласио холандском територијом. Холанђани су 1614. основали Форт Насау, прву европску насеобину близу данашњег Олбанија, који је 1624. замењен Форт Оринџом. Форт Амстердам је изграђен 1626. на југу острва Менхетн. Из њега је настао град Нови Амстердам, највећа насеобина у Новој Холандији. У почетку је колонија зависила од трговине крзном али је касније развијена пољопривреда. До 1650, под вођством директора Петера Стојвесанта, колонија је постала водећи извозник дувана, дрвета и пшенице.

### Британска владавина
Енглези су изненадним нападом заузели Нову Холандију 1664. године. Након заузимања преименовали су је у Провинцију Њујорк а Нови Амстердам је такође назван Њујорк, село Бевервајк је променило име у Олбани. Имена су дата по суверену Енглеске у то време Џејмсу II, војводи од Јорка и војводи од Олбанија. У то време Нова Холандија је имала између седам и осам хиљада становника.
Током 18. века у Провинцији Њујорк настали су велики поседи који су обухватали више од половине необрађене земље. Провинција Њујорк је тада доживела процват. Економија је ојачана захваљујући развоју пољопривреде на Лонг Ајленду и у долини реке Хадсон, трговина и занатство су се развили у њујоршкој луци а одавде су снабдевани храном британски поседи на Карибима. Број становника је константно растао, па је од првог пописа 1698. до последњег 1771. године порастао девет пута, са 18.067 на 168.007. Углавном су долазили Енглези, Шкоти, Немци и Ирци. Поред њих ту је живео и велики број робова из Африке. Њујорк је у једном тренутку имао највише афричких робова северно од линије Мејсон – Диксон; 1720. године они су чинили шеснаест посто њујоршке популације.
Политичком сценом су доминирали трговци и земљопоседници. Поред њих и велепоседници су имали велики утицај на власт. Током 18. века Њујорк је био средиште сукоба између Британаца и Француза. Њујорк је био једна од две колоније у којој су стално биле присутне британске трупе пре 1755. године.

### Америчка револуција
Њујорк је имао једну од водећих улога у Америчкој револуцији. До побуне у колонији је дошло након доношења Закона о таксама 1765. године, када је организација Синови слободе постаје најјача политичка снага у Њујорку. Овим законом само је погоршано стање у колонији након неуспешног покушаја освајања Канаде 1760. године.
Њујоршки трговци су покушали да посредују између Круне и народа у циљу проналажења договора, међутим након битака код Лексингтона и Конкорда, априла 1775, до њега више није било могуће доћи.
Положај Њујорка био је кључан за контролу над колонијама. Енглеска је послала највећу флоту коју је имала у том веку. Ту је било 30.000 морнара и војника стационираних на Статен Ајланду. Генерал сер Вилијам Хау је у јануару 1776. истерао војску коју је предводио Џорџ Вашингтон из града Њујорка али није успео да даље напредује. До јануара 1777. године Хау је успео да задржи само неколико пунктова у близини Њујорка. За време трајања рата Британци су држали град, користећи га као базу за своје походе.
У октобру 1777. године америчка војска је под командом генерала Хорејшија Гејтса победила у бици код Саратоге, што је касније сматрано прекретницом рата. Да су Американци поражени у овој бици изгубили би контролу над долином реке Хадсон, што би одвојило Нову Енглеску од осталих колонија и спречило формирање будуће државе.

### Државност
По завршетку рата дефинисане су границе Њујорка, па су тако окрузи источно од језера Шамплејн су припали Вермонту а западна граница је одређена до 1786. године.
Велики број Ирокеза је подржавао Британце јер су се плашили будућих америчких амбиција. Много их је убијено током рата а преживели су углавном отишли са Британцима или су остали да живе у неком од дванаест резервата. До 1826. године остало је осам резервата, који постоје и данас.
Устав државе Њујорк је усвојен априла 1777. Њиме је створена снажна извршна власт и јасна подела власти. Овај устав је умногоме утицао на доношење федералног устава деценију касније. Расправа око федералног устава 1787. године је довела до стварања група познатих као федералисти, они су углавном живели на југу државе у околини града Њујорка и залагали су се за снажну националну владу. Са друге стране су били антифедералисти, они су живели у северно и западно од града Њујорка и противили су се јаким националним институцијама.
Град Њујорк је 1785. постао престоница Сједињених Америчких Држава и тај статус је задржао све до 1790. године.
Од стицања статуса државе па до 1797. Њујорк је имао више главних градова, прво Олбани, затим Кингстон, Покипси и град Њујорк, да би на крају као коначно решење био одабран Олбани.
Почетком 19. века Њујорк је имао веома напредан систем превоза јер је Роберт Фултон успоставио прву сталну паробродску линију од града Њујорка до Олбанија. До 1815. године Олбани је постао средиште пута којим су се пионири кретали ка западу до Бафала и Територије Мичиген.
Ири канал је пуштен у рад 1825. године. То је имало огроман утицај на привредни развој Њујорка јер су повезана Велика језера са Атлантским океаном. Тих година су настала скоро сва места и окрузи који постоје и данас. Године 1831. почела је са радом прва пруга у САД
Захваљујући добрим саобраћајним везама убрзо долази до насељавања плодних долина Мохок и Џенеси и границе према Канади. Бафало и Рочестер бележе снажан развој. Услед велике миграције становништва Нове Енглеске енглеског порекла у средишње и западне делове државе долази до мањих сукоба са тамошњим становништвом које је било углавном немачког, холандског и ирског порекла. Више од петнаест посто становништва државе Њујорк 1850. године било је рођено у Новој Енглеској. Број становника је најбрже растао у западном делу државе. До 1840. године у држави Њујорк се налазило седам од тридесет највећих градова САД. То су били Њујорк (1. са 312.710 становника), Бруклин (7. са 36.233), Олбани (9. са 33.721), Рочестер (19. са 20.191), Трој (21. са 19.334), Бафало (22. са 18.213) и Јутика (29. са 13.782 становника).

### Грађански рат
Због развијене трговине са јужним државама привредницима Њујорка није био у интересу рат са овим делом САД па су са зебњом гледали на избор Абрахама Линколна за председника. До 1861. и битке код Форт Самтера превазиђене су политичке разлике унутар Њујорка те је на Линколнове захтеве за војском и средствима позитивно одговорено. Држава Њујорк је са више стотина хиљада војника дала највећи допринос у људству снагама Уније током Америчког грађанског рата.
У марту 1863, промењен је федерални закон па су сви мушкарци старости од 20 до 35 година и грађани који нису у браку до старости до 45 година били подвргнути обавезној војној служби. Они који су могли да нађу замену или да плате 300 долара су били изузети овим законом. Као последица доношења овог закона 13. јула 1863. избили су велики немири у Њујорку.

### Деценије после грађанског рата
Наредних неколико деценија Њујорк је учврстио своју премоћ у финансијским и банкарским делатностима. Производња је наставила да расте. Предузећа као што су Истман Кодак у Рочестеру, Џенерал електрик у Скенектадију су само неке од добро познатих фирми основаних у то време. Са изградњом хидроелектричних централа граде се фабрике у Буфалу. Са процватом индустрије долази до организовања радника. До 1882. Витезови рада (енгл. Knights of Labor) су у граду Њујорку имали 60.000 чланова. Поред индустрије и пољопривреда у то време достиже свој врхунац. До 1881. држава Њујорк је имала више од 241.000 фарми. У том периоду у области око њујоршке луке производило се највише острига на свету.
Имиграција је повећана током друге половине 19. века. Процењује се да је између 1855. и 1890. осам милиона имиграната прошло кроз Форт Клинтон на Менхетну.
У почетку је већина имиграната долазила из Ирске и Немачке. Елис Ајланд је отворен 1892, а у периоду ид 1880. до 1920. већина имиграната су били немачки Јевреји, Пољаци и други људи из источне и јужне Европе.
До 1925. град Њујорк је по броју становника премашио Лондон и постао највећи град на свету.
Њујоршка политичка сцена се мало променила од половине 19. века до почетка 20. века. Град Њујорк је био изразито наклоњен демократама док су северни делови државе више нагињали ка републиканцима. Најзначајнији политичар тог времена у Њујорку је био Вилијам Твид. На 39 председничких избора од 1856. до 2010. републиканци су победили 19 а демократе 20 пута.

### Од 1900. до Велике економске кризе
Почетком 20. века гувернер Теодор Рузвелт је заједно са својим републиканским колегама основао прогресивистички покрет, касније познат као њујоршка идеја. Овај покрет је заговарао већу социјалну помоћ, смањење корупције и контролу монопола. Демократе су прихватиле ову идеологију и прошириле је проимигрантском политиком и укључивањем афроамериканаца у друштво.
Након краткотрајне економске кризе почетком треће деценије 20. века, Њујорк је имао снажан раст привреде. Током Велике економске кризе која је почела падом деоница на њујоршкој берзи 1929. Њујорк се суочио са великим проблемима. Незапосленост је била 25% а ондашњи гувернер Френклин Рузвелт је започео политику јавних радова, захваљујући којој је касније изабран за председника САД. Године 1932. одржане су Зимске олимпијске игре у Лејк Плесиду, зимском центру на северу државе Њујорк.

### Други светски рат и друга половина 20. века
С обзиром да је Њујорк током Другог светског рата био држава са највише становника, поднео је и највећи терет током рата. Током Другог светског рата живот је изгубило 31.215 становника државе Њујорк. Рат је оставио последице по Њујорк и на економском и на привредном плану. Ради спречавања дискриминације приликом запошљавања 1941. године основан је Комитет против дискриминације при запошљавању (енгл. Committee on Discrimination in Employment) а 1945. је гувернер Томас Дјуи потписао закон којим је забрањена дискриминација при запошљавању. Године 1944. донет је Закон о војницима (енгл. G. I. Bill) којим је војним ветеранима омогућено повољно студирање. Због немогућности приватних универзитета да прихвате све заинтересоване 1948. godine основан је Државни универзитет Њујорка (енгл. State University of New York).
Током Другог светског рата Њујорк је последњи пут имао снажан развој индустрије. Завршетком рата индустрија се смањује а привреда се окреће ка услужним делатностима. Повратници са ратишта су заменили жене и припаднике мањина. Предузећа су се преселила према југу и западу, тражећи мање порезе и слабије плаћену радну снагу а с њима је отишао и знатан број радника. У свим већим градовима, изузев Њујорка, половином 20. века престао је да расте број становника. Штавише, број становника Бафала се преполовио између 1950. и 2000. године. Смањење имиграције и миграција радника допринели су томе да број становника државе Њујорк између 1970. и 1980. године опадне по први пут у историји.
Током мандата Нелсона Рокфелера на месту гувернера Њујорка од 1959. до 1973. вођена је конзервативна политика. Демократе су се вратиле на власт 1974. и задржале је током наредних 20 година. У том периоду гувернери државе Њујорк су били Хју Кери и Марио Квомо. Републиканци поново преузимају власт 1994. када је Џорџ Патаки изабран за гувернера а 1993. је Рудолф Џулијани изабран за градоначелника Њујорка.

### 11. септембар 2001.
На почетку новог миленијума на Светски трговачки центар, у граду Њујорку, извршен је напад 11. септембра 2001. године. Том приликом погинуло је скоро 3.000 људи.

## Демографија
| 1900.     | 1910.     | 1920.      | 1930.      | 1940.      | 1950.      | 1960.      | 1970.      | 1980.      | 1990.      | 2000.      | 2010.      |
| --------- | --------- | ---------- | ---------- | ---------- | ---------- | ---------- | ---------- | ---------- | ---------- | ---------- | ---------- |
| 7.268.894 | 9.113.614 | 10.385.227 | 12.588.066 | 13.479.142 | 14.830.192 | 16.782.304 | 18.236.967 | 17.558.072 | 17.990.455 | 18.976.457 | 19.378.102 |

### Највећи градови
| Њујорк Буфало | 1.  | Њујорк       | 8.175.133 | Рочестер Јонкерс |
| Њујорк Буфало | 2.  | Буфало       | 261.310   | Рочестер Јонкерс |
| Њујорк Буфало | 3.  | Рочестер     | 210.565   | Рочестер Јонкерс |
| Њујорк Буфало | 4.  | Јонкерс      | 195.976   | Рочестер Јонкерс |
| Њујорк Буфало | 5.  | Сиракјус     | 145.170   | Рочестер Јонкерс |
| Њујорк Буфало | 6.  | Олбани       | 97.856    | Рочестер Јонкерс |
| Њујорк Буфало | 7.  | Њу Рошел     | 77.062    | Рочестер Јонкерс |
| Њујорк Буфало | 8.  | Маунт Вернон | 67.292    | Рочестер Јонкерс |
| Њујорк Буфало | 9.  | Скенектади   | 66.135    | Рочестер Јонкерс |
| Њујорк Буфало | 10. | Јутика       | 62.235    | Рочестер Јонкерс |

## Административна подела
Њујорк је подељен на 62 округа:
| - Округ Алегејни - Округ Алстер - Округ Бронкс - Округ Брум - Округ Вајоминг - Округ Вестчестер - Округ Вејн - Округ Ворен - Округ Вошингтон - Округ Грин - Округ Дачес - Округ Делавер - Округ Есекс | - Округ Ири - Округ Јејтс - Округ Катарогус - Округ Кајуга - Округ Квинс - Округ Кингс - Округ Клинтон - Округ Коламбија - Округ Кортланд - Округ Ливингстон - Округ Луис - Округ Медисон - Округ Монро | - Округ Монтгомери - Округ Насо - Округ Најагара - Округ Њујорк - Округ Олбани - Округ Онајда - Округ Онондага - Округ Онтарио - Округ Оринџ - Округ Орлинс - Округ Освиго - Округ Отсејго - Округ Патнам | - Округ Ренслер - Округ Ричмонд - Округ Рокланд - Округ Саливан - Округ Саратога - Округ Сафок - Округ Сенека - Округ Сент Лоренс - Округ Скајлер - Округ Скенектади - Округ Скохери - Округ Стубен - Округ Тајога | - Округ Томпкинс - Округ Френклин - Округ Фултон - Округ Хамилтон - Округ Херкимер - Округ Џенеси - Округ Џеферсон - Округ Шатоква - Округ Шеманг - Округ Шенанго |